# Ambulyx okurai
Ambulyx okurai är en fjärilsart som beskrevs av Okano 1959. Ambulyx okurai ingår i släktet Ambulyx och familjen svärmare. Inga underarter finns listade i Catalogue of Life.